# تامی کری
تُمّی کاری (انگلیسی: Tommi Kari؛ زادهٔ ۲۲ سپتامبر ۱۹۸۶) یک ورزشکار اهل فنلاند است.